# Список нагород і номінацій Клер Фой
Клер Фой — англійська акторка, найбільш відома за роллю  Єлизавети ІІ в історичному телесеріалі «Корона» (2016—2017, 2020, 2022). Лауреат премій «Еммі» (2018, 2021), «Золотий глобус» (2017) і премії Гільдії кіноакторів США (2017, 2018).

## Головні премії

### БАФТА
| Рік      | Категорія                          | Робота       | Результат | Ref.  |
| БАФТА    | БАФТА                              | БАФТА        | БАФТА     | БАФТА |
| -------- | ---------------------------------- | ------------ | --------- | ----- |
| 2019     | Найкраща жіноча роль другого плану | Перша людина | Номінація | [ 1 ] |
| 2024     | Найкраща жіноча роль другого плану | Незнайомці   | Номінація |       |
| БАФТА ТВ |                                    |              |           |       |
| 2016     | Найкраща жіноча роль               | Вовчий зал   | Номінація | [ 2 ] |
| 2017     | Найкраща жіноча роль               | Корона       | Номінація | [ 3 ] |
| 2018     | Найкраща жіноча роль               | Корона       | Номінація | [ 3 ] |

### Еммі
| Рік                      | Категорія                                           | Робота                   | Результат                | Ref.                     |
| Прайм-тайм премія «Еммі» | Прайм-тайм премія «Еммі»                            | Прайм-тайм премія «Еммі» | Прайм-тайм премія «Еммі» | Прайм-тайм премія «Еммі» |
| ------------------------ | --------------------------------------------------- | ------------------------ | ------------------------ | ------------------------ |
| 2017                     | Найкраща жіноча роль у драматичному телесеріалі     | Корона                   | Номінація                | [ 4 ]                    |
| 2018                     | Найкраща жіноча роль у драматичному телесеріалі     | Корона                   | Перемога                 | [ 5 ]                    |
| 2021                     | Найкраща запрошена акторка драматичного телесеріалу | Корона                   | Перемога                 | [ 6 ]                    |

### Золотий глобус
| Рік  | Категорія                                | Робота       | Результат | Ref.  |
| ---- | ---------------------------------------- | ------------ | --------- | ----- |
| 2017 | Найкраща жіноча роль телесеріалу — драма | Корона       | Перемога  | [ 7 ] |
| 2018 | Найкраща жіноча роль телесеріалу — драма | Корона       | Номінація | [ 8 ] |
| 2019 | Найкраща жіноча роль другого плану       | Перша людина | Номінація | [ 9 ] |

### Премія Гільдії кіноакторів США
| Рік  | Категорія                                         | Робота         | Результат | Ref.   |
| ---- | ------------------------------------------------- | -------------- | --------- | ------ |
| 2017 | Найкращий акторський склад у драматичному серіалі | Корона         | Номінація | [ 10 ] |
| 2017 | Найкраща жіноча роль у драматичному серіалі       | Корона         | Перемога  | [ 10 ] |
| 2018 | Найкращий акторський склад у драматичному серіалі | Корона         | Номінація | [ 11 ] |
| 2018 | Найкраща жіноча роль у драматичному серіалі       | Корона         | Перемога  | [ 11 ] |
| 2023 | Найкращий акторський склад в ігровому кіно        | Говорять жінки | Номінація |        |

## Різні нагороди

### Австралійська академія кіно і телебачення
| Рік  | Категорія                                 | Робота       | Результат | Ref. |
| ---- | ----------------------------------------- | ------------ | --------- | ---- |
| 2019 | Найкраща міжнародна акторка другого плану | Перша людина | Номінація |      |

### Вибір критиків
| Рік  | Категорія                      | Робота         | Результат | Ref.   |
| ---- | ------------------------------ | -------------- | --------- | ------ |
| 2019 | Найкраща акторка другого плану | Перша людина   | Номінація | [ 12 ] |
| 2019 | Н/Д                            | #SeeHer Award  | Перемога  | [ 13 ] |
| 2023 | Найкращий акторський склад     | Говорять жінки | Номінація |        |

### Вибір телевізійних критиків
| Рік  | Категорія                                   | Робота     | Результат | Ref.   |
| ---- | ------------------------------------------- | ---------- | --------- | ------ |
| 2015 | Найкраща акторка мінісеріалу або телефільму | Вовчий зал | Номінація | [ 14 ] |
| 2018 | Найкраща акторка драматичного телесеріалу   | Корона     | Номінація | [ 15 ] |

### Готем
| Рік  | Категорія                   | Робота     | Результат | Ref. |
| ---- | --------------------------- | ---------- | --------- | ---- |
| 2023 | Найкраща роль другого плану | Незнайомці | Номінація |      |

### Міжнародний кінофестиваль у Санта-Барбарі
| Рік  | Категорія      | Робота       | Результат | Ref. |
| ---- | -------------- | ------------ | --------- | ---- |
| 2019 | Virtuoso Award | Перша людина | Перемога  |      |

### Національна рада кінокритиків США
| Рік  | Категорія                  | Робота         | Результат | Ref.   |
| ---- | -------------------------- | -------------- | --------- | ------ |
| 2022 | Найкращий акторський склад | Говорять жінки | Перемога  | [ 16 ] |

### Незалежний дух
| Рік  | Категорія               | Робота         | Результат | Ref.   |
| ---- | ----------------------- | -------------- | --------- | ------ |
| 2023 | Премія Роберта Альтмана | Говорять жінки | Перемога  | [ 17 ] |

### Премія Асоціації телевізійних критиків
| Рік  | Категорія                        | Робота | Результат | Ref.   |
| ---- | -------------------------------- | ------ | --------- | ------ |
| 2017 | Індивідуальні досягнення в драмі | Корона | Номінація | [ 18 ] |

### Премія британського незалежного кіно
| Рік  | Категорія                   | Робота     | Результат | Ref. |
| ---- | --------------------------- | ---------- | --------- | ---- |
| 2023 | Найкраща роль другого плану | Незнайомці | Номінація |      |

### Супутник
| Рік  | Категорія                                   | Робота         | Результат | Ref.   |
| ---- | ------------------------------------------- | -------------- | --------- | ------ |
| 2016 | Найкраща акторка – мінісеріал або телефільм | Вовчий зал     | Номінація | [ 19 ] |
| 2019 | Найкраща акторка другого плану              | Перша людина   | Номінація |        |
| 2023 | Найкраща акторка другого плану              | Говорять жінки | Перемога  | [ 16 ] |

### Телевізійний фестиваль в Монте-Карло
| Рік  | Категорія                    | Робота     | Результат | Ref. |
| ---- | ---------------------------- | ---------- | --------- | ---- |
| 2016 | Найкраща акторка мінісеріалу | Вовчий зал | Номінація |      |

## Премії асоціацій кінокритиків
| Рік  | Робота                                   | Категорія                          | Асоціація           | Результат   | Ref.          |
| ---- | ---------------------------------------- | ---------------------------------- | ------------------- | ----------- | ------------- |
| 2018 | Асоціація кінокритиків Північного Техасу | Найкраща акторка другого плану     | Перша людина        | Друге місце |               |
| 2018 | Коло кінокритиків Флориди                | Найкраща акторка другого плану     | Перша людина        | Друге місце | [ 20 ] [ 21 ] |
| 2018 | Асоціація кінокритиків Далласа/Форт-Верт | Найкраща акторка другого плану     | Перша людина        | Номінація   | [ 22 ]        |
| 2018 | Коло кінокритиків Ванкувера              | Найкраща акторка другого плану     | Перша людина        | Номінація   | [ 23 ] [ 24 ] |
| 2018 | Коло кінокритиків Фенікса                | Найкраща акторка другого плану     | Перша людина        | Номінація   |               |
| 2018 | Спілка кінокритиків Сіетла               | Найкраща акторка другого плану     | Перша людина        | Номінація   | [ 25 ]        |
| 2019 | Альянс жінок-кіножурналістів             | Найкраща акторка другого плану     | Перша людина        | Номінація   | [ 26 ] [ 27 ] |
| 2019 | Асоціація кінокритиків Джорджії          | Найкраща акторка другого плану     | Перша людина        | Номінація   | [ 28 ]        |
| 2019 | Асоціація кінокритиків Остіна            | Найкраща акторка другого плану     | Перша людина        | Номінація   | [ 29 ] [ 30 ] |
| 2019 | Гавайська спілка кінокритиків            | Найкраща акторка другого плану     | Перша людина        | Номінація   |               |
| 2019 | Г'юстонська спілка кінокритиків          | Найкраща акторка другого плану     | Перша людина        | Номінація   | [ 31 ] [ 32 ] |
| 2019 | Лондонський гурток кінокритиків          | Британська/ірландська акторка року | Перша людина        | Номінація   | [ 33 ] [ 34 ] |
| 2019 | Лондонський гурток кінокритиків          | Другорядна акторка року            | Перша людина        | Номінація   | [ 33 ] [ 34 ] |
| 2019 | Лондонський гурток кінокритиків          | Другорядна акторка року            | Дівчина у павутинні | Номінація   | [ 33 ] [ 34 ] |
| 2019 | Лондонський гурток кінокритиків          | Другорядна акторка року            | Божевільна          | Номінація   | [ 33 ] [ 34 ] |
| 2022 | Коло кінокритиків Сансету                | Найкраща акторка другого плану     | Говорять жінки      | Друге місце | [ 35 ]        |
| 2022 | Асоціація кінокритиків Сейнт-Луїса       | Найкраща акторка другого плану     | Говорять жінки      | Номінація   |               |
| 2023 | Голлівудська асоціація кінокритиків      | Найкращий акторський склад         | Говорять жінки      | Номінація   |               |
| 2023 | Коло кінокритиків Сан-Франциско          | Найкраща акторка другого плану     | Говорять жінки      | Номінація   |               |
| 2023 | Премія критиків сайту DiscussingFilm     | Найкраща акторка другого плану     | Говорять жінки      | Номінація   |               |